# 田纳西级战列舰
田纳西级战列舰是美国建造的一种战列舰。
田纳西级战列舰是新墨西哥级战列舰的改进型，1917年开工。根据日德兰海战的经验，舰体划分多层隔舱，水下防御性能比美国海军以往建造的战列舰有很大改进，并加强了舰体水平防御装甲。该级舰采用与新墨西哥级相同的电气推进动力系统。提高主炮仰角，延长了射程。在其前后主桅上架设安装大型火控设施的桅楼（部分前期建造的战列舰也实施了此项改装）。
同级舰：田纳西号（BB-43）、加利福尼亚号（BB-44）
加利福尼亚号1921年竣工服役时被用作太平洋舰队的旗舰。
1941年12月7日日本海军偷袭珍珠港，并排停靠的西弗吉尼亚号沉没阻挡了内侧的田纳西号，附近亚利桑纳号战列舰爆炸后的残骸和火灾给田纳西号造成很大损害。加利福尼亚号被三枚鱼雷击中舰体沉入水中。田纳西级两舰在1942年进行彻底的现代化改装，撤去旧式副炮，舰体上层建筑改建成与南达科他级战列舰类似的式样，加强防空和防鱼雷的能力。改装完成的田纳西号、加利福尼亚号1944年相继投入太平洋战场，参加了之后包括莱特湾海战、冲绳岛战役在内的大部分的登陆战役。战后，加利福尼亚号、田纳西号于1947年和1959年退役。

## 性能数据
- 标准排水量：33,190吨，满载排水量：36,455吨/ 40,950吨（改装后）。
- 舰长190.3米，舰宽29.7米（现代化改装后32.9米），吃水9.2米
- 动力：两座蒸汽轮机，带动发电机驱动，主机功率：28,600马力（现代化改装后30,900马力）
- 最大航速：21节；续航力：5240海里/12节（现代化改装后9,700海里/18节）
- 武备：12门356毫米/50倍口径主炮；14门127毫米口径副炮（现代化中改装拆除）；现代化改装16门127毫米高平兩用砲8×2，40毫米高炮40-56门，20毫米高炮40门。
- 装甲：侧舷水线(最大)13.5英寸，炮塔(正面)18英寸,(侧面)9英寸；司令塔16英寸，甲板5英寸(现代化改装后7英寸)。
- 舰员：设计编制1500人（1945年编制2200人）